# Erytropoëtische protoporfyrie
Erytropoëtische protoporfyrie (afgekort: EPP) is een zeldzame genetische, congenitale (aangeboren) stofwisselingsziekte waardoor mensen extreem allergisch reageren op zowel het zichtbare licht van de zon als het onzichtbare ultraviolet (uv) licht, alsook op de meeste vormen van kunstlicht. Bij blootstelling aan licht hoopt de stof protoporfyrine zich in de huid op en ontstaan er ontstekingen. De huid wordt rood, gezwollen en zeer pijnlijk.
In België lijdt naar schatting een veertigtal personen aan EPP. In Nederland komt EPP bij ± 300 mensen voor.

## Oorzaak en Symptomen
EPP is een genetische aandoening en kan zowel autosomaal recessief (men krijgt enkel de ziekte als zowel vader én moeder hun afwijkend gen hebben doorgegeven) als autosomaal dominant (één afwijkend gen van vader of moeder volstaat) worden overgeërfd.
Oorzaak van de aandoening is een defect van het enzym ferrochelatase. Dit enzym katalyseert de achtste (en laatste) stap in de keten van reacties bij de biosynthese van haem, een belangrijk onderdeel van hemoglobine, door de insertie van een ijzerion met protoporfyrine IX. Bij een tekort aan ferrochelatase ontstaat er een ophoping van protoporfyrine in het lichaam, met name in de rode bloedcellen, de lever en de huid, waardoor deze laatste overgevoelig wordt voor zonlicht.
Hoewel EPP als een minder ernstige vorm van porfyrie wordt beschouwd (de ziekte is niet onmiddellijk levensbedreigend) en de ernst van de symptomen verschilt van persoon tot persoon kan de pijn soms dagenlang aanhouden. Naast jeuk, pijnlijke zwellingen, koorts, bloeduitstortingen en braakneigingen kan EPP op lange termijn ook leiden tot leverfalen en de vorming van galstenen. Als gevolg van hun sociaal en fysiek isolement krijgen EPP-patiënten vaak te maken met psychische problemen.
Glas houdt de langere golflengten van de schadelijke ultraviolet-stralen niet tegen zodat de patiënten geen baat hebben bij vertoeven achter glas. Ook weerkaatst of gefilterd licht, zoals onder een parasol, kan hevige pijn tot gevolg hebben.

## Behandeling

### Maatregelen
Maatregelen om de symptomen van lichtblootstelling te reduceren zijn onder meer het dragen van beschermende, lichtdichte kleding of het wisselen van het het dag- en nachtritme. Lichttherapie met ultraviolet-b (uv-b) kan bijdragen, omdat de dikte van de opperhuid daardoor toeneemt en zichtbaar licht minder diep door de huid dringt. Ook medicatie op basis van beta-caroteen en antihistaminica kunnen soelaas bieden. Er is een op ramen aan te brengen folie op de markt die ultraviolet licht filtert. Ten slotte kan ook het gebruik van zonnebrandcrèmes met zinkoxide en titaniumdioxide de overgevoeligheid voor licht verminderen.

### Implantaat
De aandoening is niet te genezen, maar sinds december 2014 is een medicament genaamd Scenesse beschikbaar dat per implantaat wordt toegediend en de verschijnselen kan onderdrukken. Dit middel maakt het mogelijk dat sommige patiënten tot drie uur per dag in de zon kunnen vertoeven. Per patiënt verschilt het effect. Het implantaat bestaat uit een solide staafje van 1,7 cm lang en 1,5 mm breed en bevat 16 mg afamelanotide. Scenesse mag alleen worden voorgeschreven door specialisten in erkende porfyriecentra en enkel worden ingebracht door een arts die is geaccrediteerd door de vergunninghouder van het implantaat. Om de twee maanden wordt een implantaat toegediend, bij voorkeur voorafgaand aan een periode van verhoogde blootstelling aan licht. Het aanbevolen maximale aantal implantaten is vier per jaar. In België wordt de prijs van de medicatie, ongeveer €15.000 per implantaat, anno 2018 niet vergoed door de ziekteverzekering.